# Jeremy Stevenson
Jeremy Stevenson (ur. 8 grudnia 1986 w Karratha) – australijski wioślarz, reprezentant Australii w wioślarskiej ósemce  podczas Letnich Igrzysk Olimpijskich w Pekinie.

## Osiągnięcia
- Mistrzostwa Świata – Eton 2006 – ósemka – 4. miejsce[1].
- Mistrzostwa Świata – Monachium 2007 – ósemka – 7. miejsce[1].
- Igrzyska Olimpijskie – Pekin 2008 – ósemka – 6. miejsce[1].